# Etgert
Etgert là một đô thị ở huyện Bernkastel-Wittlich, Rheinland-Pfalz, Đô thị Etgert có diện tích 3,75 km², dân số thời điểm ngày 31 tháng 12 năm 2006 là 59 người.